# Hippodamia convergens

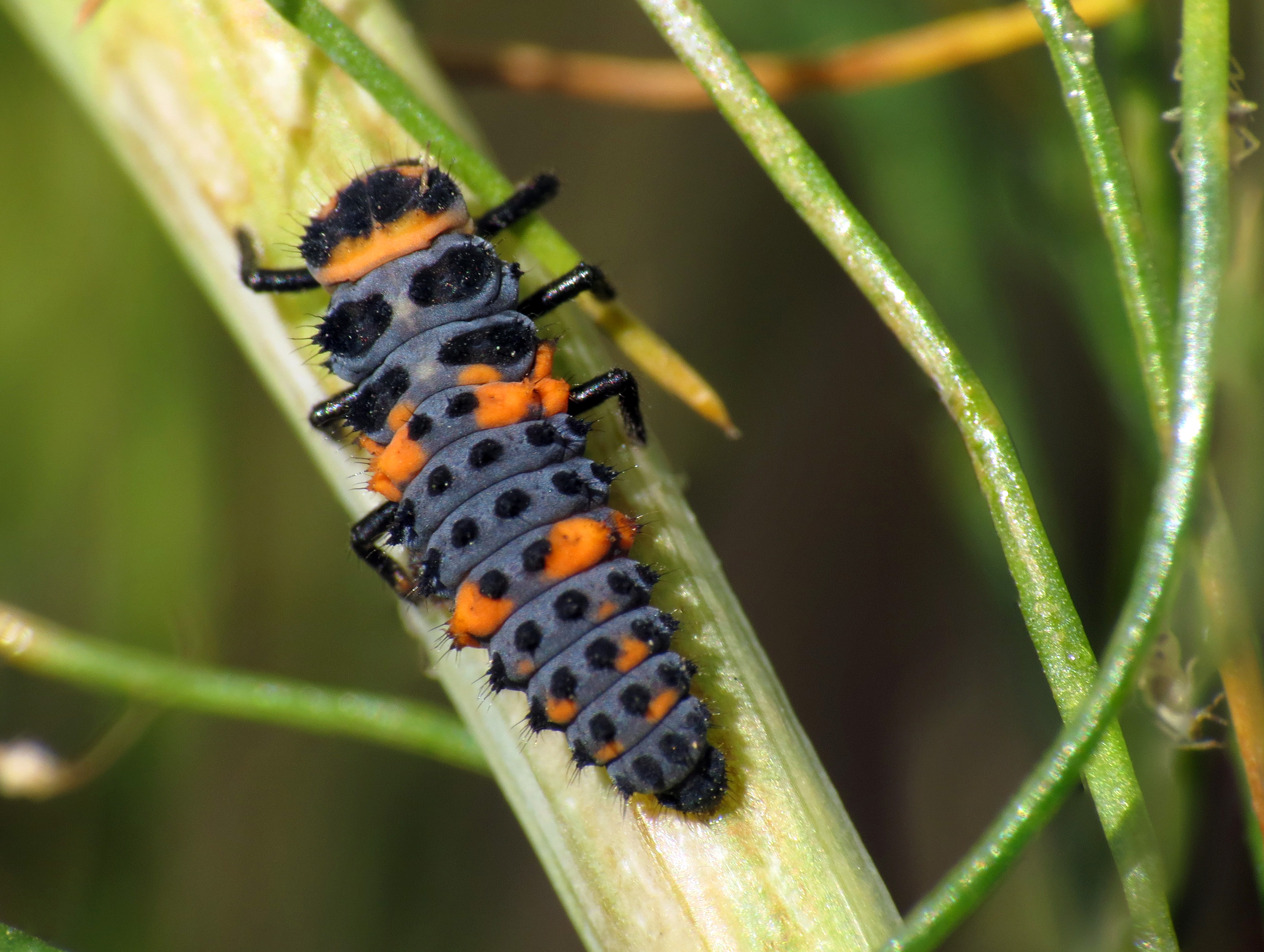
Larwa

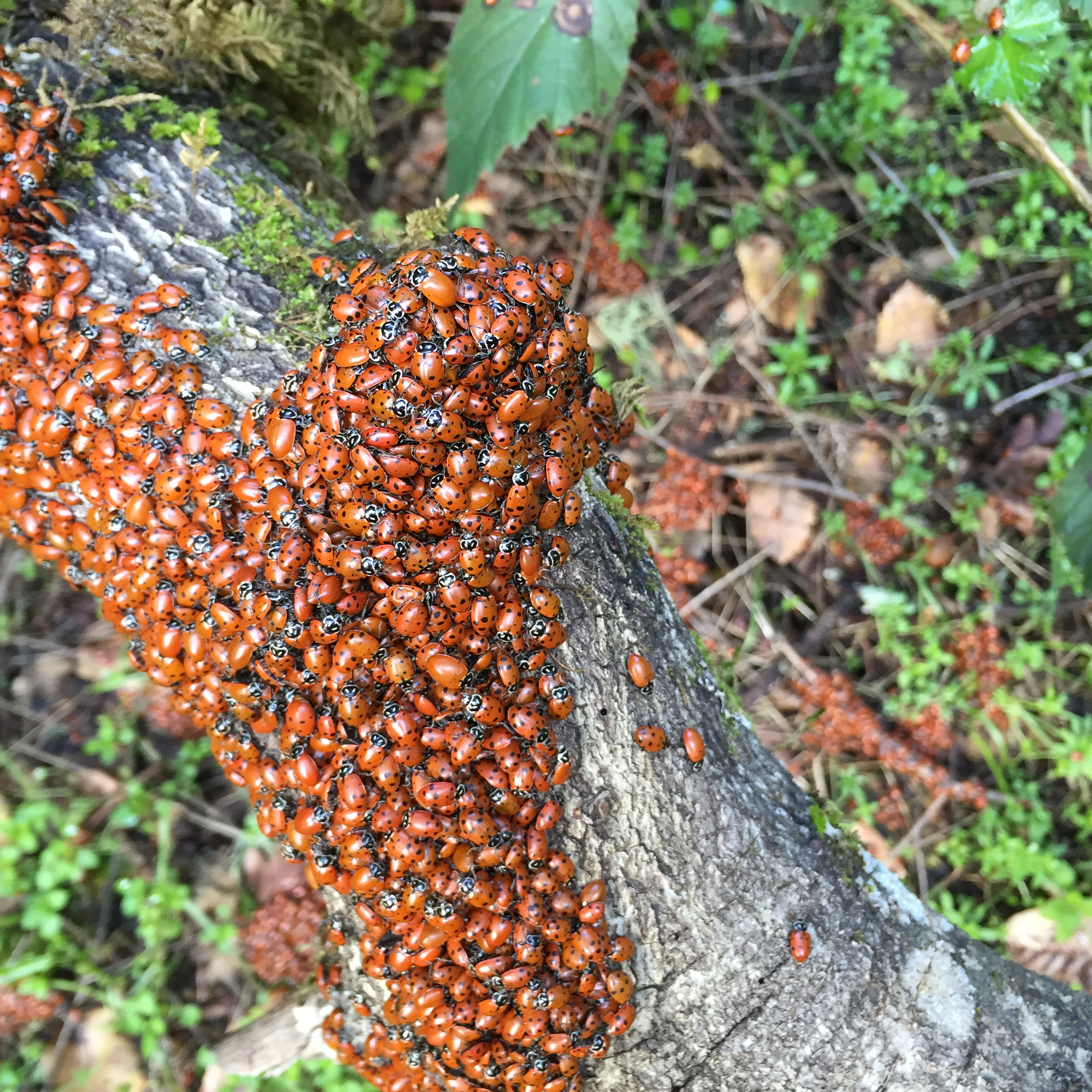
Agregacja na konarze

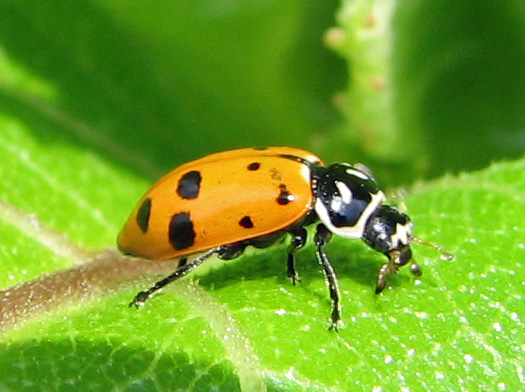
Imago z boku

Hippodamia convergens – gatunek chrząszcza z rodziny biedronkowatych. Występuje w obu Amerykach. Wykorzystywany jest do biologicznego zwalczania mszyc.

## Taksonomia
Gatunek ten opisany został po raz pierwszy w 1842 roku przez Félixa Édouarda Guérina-Méneville’a. Jako miejsce typowe wskazano Kalifornię.

## Morfologia
Chrząszcz o lekko wydłużonym, owalnym w zarysie ciele długości od 4,2 do 7,8 mm i szerokości od 2,5 do 4,9 mm. Przedplecze jest czarne z jasnym obrzeżeniem krawędzi przedniej i bocznych oraz z parą zbieżnych ku tyłowi, liniowatych, jasno ubarwionych plam. Epimeryty śródtułowia są w całości ubarwione żółto. Pokrywy są błyszczące, jaskrawo pomarańczowe lub czerwone z czarnym nakrapianiem i rozjaśnieniem w części przedniej. Typowo na pokrywach występuje dwanaście małych, wyraźnie wyodrębnionych kropek. Rzadziej niektóre kropki łączą się niewielkim odcinkiem brzegu w większe plamki. Kropki mogą również zmniejszać się lub zanikać i spotkać można osobniki niemal ich pozbawione. Odnóża są czarne. Genitalia samca charakteryzują się smukłym płatem nasadowym, nie mającym nigdy szeroko trójkątnego wierzchołka, jak również dobrze rozwiniętym i widocznym patrząc od strony grzbietowej skrzydełkiem wentralnym (ala ventrale).

## Biologia i ekologia
Zarówno larwy, jak i imagines są drapieżnikami żerującymi na mszycach (afidofagia) oraz innych drobnych owadach, ich larwach i jajach. Zdarza się u nich także kanibalizm. Wśród ich ofiar wymienia się m.in. mszyce: Diuraphis noxi, Rhopalosiphum maidi, Rhopalosiphum padi, Myzus nicotianae i Acyrthosiphon pisum, koliszka Bactericera cockerelli oraz chrząszcza poskrzypkę szparagową. Podrośnięte larwy zjadają 30–50 mszyc dziennie. W przypadku braku pokarmu mięsnego biedronki te dietę mogą uzupełniać nektarem, pyłkiem i miękkimi częściami roślin, np. płatkami kwiatowymi. Udział białka zwierzęcego w diecie jest jednak wymagany, by dorosłe przystąpiły do rozrodu.
Samica składa w ciągu sezonu od 200 do ponad 1000 jaj. Do czynności tej przystępuje wiosną i wczesnym latem. Jaja mają kształt wrzecionowaty, kolor żółty, długość 1–1,5 mm i zorientowane są pionowo w klastrach liczących od 15 do 30 sztuk. Umieszczane są one na roślinach zaatakowanych przez potencjalne ofiary larw. Stadium larwalne trwa od 10 do 30 dni. W tym czasie larwa zwiększa długość ciała z około 1 mm do maksymalnie 7 mm i przechodzi cztery wylinki. Stadium poczwarki trwa zależnie od temperatury od 3 do 12 dni. Jest ona półkulista i pomarańczowo-czarno ubarwiona. Owady dorosłe w przypadku obfitości pokarmu zdolne są do rozrodu już po tygodniu. W sprzyjających warunkach klimatycznych pojawiają się dwa, a nawet więcej pokoleń w ciągu roku. Owady dorosłe są stadium zimującym. Na zachodzie Stanów Zjednoczonych zapadają w hibernację na okres nawet 9 miesięcy (od maja do lutego). Na czas zimy tworzyć mogą olbrzymie agregacje z dala od miejsc żerowania. Hibernują pod korą i pod kamieniami.
Biedronki te padają ofiarami pluskwiaków Geocoris bullatus i Nabis alternatus. Ich parazytoidem jest błonkówka Dinocampus coccinellae. Zdolność do rozrodu i przetrwania biedronek znacznie zmniejsza zakażenie myksosporidiowcem Nosema hippodamiae. Hippodamia convergens atakowana jest też przez grzyby entomopatogeniczne.

## Rozprzestrzenienie
Owad ten pierwotnie był nearktyczny, jednak został również introdukowany do wielu rejonów krainy neotropikalnej. Współczesny jego zasięg rozciąga się od Alaski i Kanady przez Stany Zjednoczone, Meksyk, Amerykę Centralną i Antyle po Kolumbię w Ameryce Południowej. Obejmuje również Hawaje. W nearktycznej Ameryce Północnej gatunek ten jest najpospolitszym przedstawicielem rodzaju czerwonka (Hippodamia).

## Znaczenie gospodarcze i kulturowe
Chrząszcz ten wykorzystywany jest w rolnictwie do biologicznego zwalczania mszyc, m.in. w uprawach bawełny, ziemniaka, kapusty warzywnej, brzoskwini i melona. Szczególnie skuteczny jest w uprawach zamkniętych, np. w szklarniach. Zastosowanie w uprawach otwartych utrudnia jego zachowanie. Dostępne komercyjnie osobniki dorosłe pochodzą z odłowu zimujących agregacji. W warunkach naturalnych po przebudzeniu z hibernacji biedronki te migrują, jako że na zimowiska wybierają miejsca odległe od żerowisk. To samo zachowanie wykazują przebudzone imagines po wypuszczeniu w uprawach. Celem ograniczenia ich dyspersji należy przebudzone osobniki najpierw nakarmić mszycami w insektarium i dopiero wstępnie podkarmione wypuszczać. Zalecana liczba wypuszczanych biedronek wynosi 70 tysięcy osobników na akr uprawy. Celem zachowania stałej populacji w uprawie należy zapewnić biedronkom refugia, w których mogłyby zimować oraz unikać stosowania pestycydów o szerokim spektrum działania. Dla larw tej biedronki niebezpieczne są także biopestycydy w postaci zarodników grzybów entomopatogenicznych z takich gatunków jak Metarhizium anisopliae, Paecilomyces fumosoroseus czy Beauveria bassiana.
15 marca 2011 roku zatwierdzono wybór tej biedronki na jeden z symboli stanowych Dakoty Północnej.